# 柳园口乡
柳园口乡，是中华人民共和国河南省開封市龙亭区下辖的一个乡镇级行政单位。

## 行政区划
柳园口乡下辖以下地区：
牛庄村、半堤村、大辛庄村、和尚庄村、张庄村、孔堂村、刘店村、王周庄村、轩楼村、大马圈村、老君堂村、梅庄村、刘庄村、大李庄村、小马圈村、陶庄村、小李庄村、朱场村、柳园村、三道堤村、谢庄村和丁庄集村。